# Eleições estaduais no Amazonas em 2014
As eleições estaduais no Amazonas em 2014 aconteceram em 5 de outubro como parte das eleições em 26 estados e no Distrito Federal. Foram eleitos o governador José Melo, o vice-governador Henrique Oliveira e o senador Omar Aziz, além de oito deputados federais e vinte e quatro estaduais. Como nenhum candidato a governador assegurou metade mais um dos votos válidos, houve um segundo turno em 26 de outubro entre José Melo e Eduardo Braga com a vitória do primeiro. Segundo a Constituição o governador teria um mandato de quatro anos após ser reconduzido ao Palácio Rio Negro ante o fato de que já exercia o cargo no momento da eleição. Foi a primeira vez na história que os amazonenses aplicaram o mecanismo dos dois turnos numa eleição estadual.
No decorrer de cinco eleições consecutivas entre as décadas de 1980 e 1990 apenas Gilberto Mestrinho e Amazonino Mendes foram escolhidos para governar o Amazonas até que a ascensão de Eduardo Braga mudou o cenário, pois em suas duas vitórias rumo ao Palácio Rio Negro derrotou os dois caciques de quem já fora aliado e com o tempo viria a tomar o controle do PMDB no estado. Ciente de seu poderio eleitoral, Braga foi eleito senador em 2010 numa composição onde Omar Aziz foi eleito governador e José Melo vice-governador, este último filiado ao PMDB. Quatro anos mais tarde, Omar Aziz renunciou a fim de eleger-se senador enquanto Melo, já membro do PROS, foi reeleito governador do estado num confronto direto com Eduardo Braga.
O governador José Melo nasceu em  Ipixuna, trabalhou no Banco Comercial do Pará e lecionou na rede estadual de ensino. Graduado em Economia pela Universidade Federal do Amazonas, deu aulas na referida instituição e no Instituto Federal do Amazonas antes de assumir o cargo de delegado do Ministério da Educação em terras amazonenses. Nas três vezes que Amazonino Mendes assumiu o governo do estado, em duas José Melo foi secretário de Educação e na terceira foi secretário de Coordenação do Interior. Durante a segunda gestão de Mendes como prefeito de Manaus ocupou a Secretaria Municipal de Educação. Eleito deputado federal pelo PPR em 1994 e reeleito via PFL em 1998, conquistou um mandato de deputado estadual em 2002, mas afastou-se para assumir a Secretaria de Governo a convite de Eduardo Braga, posição que manteve mediante a reeleição do então governador em 2006. Mais tarde ingressou no PMDB sendo eleito vice-governador do Amazonas na chapa de Omar Aziz em 2010, mas quando este renunciou para disputar um mandato de senador em 2014, José Melo assumiu o poder e foi reeleito governador do Amazonas. Seu mandato foi extinto após três anos quando o Tribunal Superior Eleitoral cassou a chapa vitoriosa na referida eleição.
Radialista e apresentador de TV, Henrique Oliveira nasceu em Florianópolis e foi chefe de gabinete dos deputados Francisco Küster e José Mendonça de Morais. Ao chegar em Manaus trabalhou na TV Amazonas e na TV Rio Negro dentre outros veículos. Eleito vereador na capital amazonense pelo PP em 2008, obteve um mandato de deputado federal pelo PR em 2010. Durante a legislatura ingressou no SD e em 2014 foi eleito vice-governador do Amazonas na chapa de José Melo, mantendo o cargo até sua cassação pelo Tribunal Superior Eleitoral após três anos.
Conforme mencionado anteriormente, o senador eleito foi Omar Aziz. Natural de Garça, ele é descendente de palestinos, migrou para o Norte do Brasil e se diplomou engenheiro civil pela Universidade Federal do Amazonas. Sua estreia política ocorreu sob a legenda do PSL ao eleger-se vereador em Manaus em 1992. Migrou para o PPR e nele foi eleito deputado estadual em 1994. Graças aos vínculos com Amazonino Mendes foi eleito e reeleito vice-prefeito de Manaus na chapa de Alfredo Nascimento em 1996 e no ano 2000. Entre uma gestão e outra foi secretário municipal de Obras e trocou o PPB pelo PFL. Em sua nova legenda foi eleito vice-governador do Amazonas em 2002 e reeleito via PMN em 2006, oportunidades onde Eduardo Braga venceu as contendas pelo Palácio Rio Negro. Mediante a renúncia do titular, assumiu o governo do estado no primeiro trimestre de 2010 e em outubro foi reconduzido ao governo estadual. Em 2014 foi escolhido senador pelos amazonenses sob a legenda do PSD.

## Resultado da eleição para governador

### Primeiro turno
Com informações extraídas do Tribunal Superior Eleitoral que apurou 1.643.007 votos nominais.
| Candidatos a governador do estado | Candidatos a vice-governador | Número | Coligação | Votação | Percentual |
| --------------------------------- | ---------------------------- | ------ | --- | ------- | ---------- |
| Eduardo Braga PMDB                | Rebecca Garcia PP            | 15     | Renovação e experiência (PMDB, PP, PT, PDT, PTB, PPS, PRB, PSDC, PPL, PCdoB)                                    | 709.058 | 43,16%     |
| José Melo PROS                    | Henrique Oliveira SD         | 90     | Fazendo mais por nossa gente (PROS, SD, PSD, PSDB, DEM, PR, PSC, PV, PTN, PTC, PHS, PRTB, PRP, PSL, PEN, PTdoB) | 707.151 | 43,04%     |
| Marcelo Ramos PSB                 | Júnior César Brasil PSB      | 40     | PSB (sem coligação)                                                                                             | 179.758 | 10,94%     |
| Chico Preto PMN                   | Gustavo Braz PMN             | 33     | PMN (sem coligação)                                                                                             | 29.499  | 1,80%      |
| Abel Alves PSOL                   | Nelson Junior PSOL           | 50     | PSOL (sem coligação)                                                                                            | 8.448   | 0,51%      |
| Herbert Amazonas PSTU             | Gilberto Vasconcelos PSTU    | 16     | PSTU (sem coligação)                                                                                            | 4.897   | 0,30%      |
| Luís Navarro PCB                  | Francisco Castelo PCB        | 21     | PCB (sem coligação)                                                                                             | 4.196   | 0,26%      |

### Segundo turno
Com informações extraídas do Tribunal Superior Eleitoral que apurou 1.643.007 votos nominais.
| Candidatos a governador do estado | Candidatos a vice-governador | Número | Coligação | Votação | Percentual |
| --------------------------------- | ---------------------------- | ------ | --- | ------- | ---------- |
| José Melo PROS                    | Henrique Oliveira SD         | 90     | Fazendo mais por nossa gente (PROS, SD, PSD, PSDB, DEM, PR, PSC, PV, PTN, PTC, PHS, PRTB, PRP, PSL, PEN, PTdoB) | 869.992 | 55,54%     |
| Eduardo Braga PMDB                | Rebecca Garcia PP            | 15     | Renovação e experiência (PMDB, PP, PT, PDT, PTB, PPS, PRB, PSDC, PPL, PCdoB)                                    | 696.465 | 44,46%     |

## Resultado da eleição para senador
Com informações extraídas do Tribunal Superior Eleitoral que apurou 1.596.265 votos nominais.
| Candidatos a senador da República | Candidatos a suplente de senador            | Número | Coligação | Votação | Percentual |
| --------------------------------- | ------------------------------------------- | ------ | --- | ------- | ---------- |
| Omar Aziz PSD                     | Helder Cavalcante PR Luís Mitoso PSD        | 555    | Fazendo mais por nossa gente (PROS, SD, PSD, PSDB, DEM, PR, PSC, PV, PTN, PTC, PHS, PRTB, PRP, PSL, PEN, PTdoB) | 933.996 | 58,51%     |
| Francisco Praciano PT             | Jorge Guimarães PT Luiz Borges PT           | 131    | Renovação e experiência (PMDB, PP, PT, PDT, PTB, PPS, PRB, PSDC, PPL, PCdoB)                                    | 549.748 | 34,44%     |
| Marcelo Serafim PSB               | Eduardo Cogo PSB Alexandre Barbosa PSB      | 400    | PSB (sem coligação)                                                                                             | 91.428  | 5,73%      |
| Professor Queiroz PSOL            | Frank Nelson PSOL Edilberto Cruz PSOL       | 500    | PSOL (sem coligação)                                                                                            | 11.234  | 0,70%      |
| Jônatas Almeida PMN               | Cristiane Campos PMN Alan Ciro PMN          | 333    | PMN (sem coligação)                                                                                             | 6.830   | 0,43%      |
| Júlio Ferraz PSTU                 | Vildilene Rocha PSTU Maria Auxiliadora PSTU | 161    | PSTU (sem coligação)                                                                                            | 3.029   | 0,19%      |

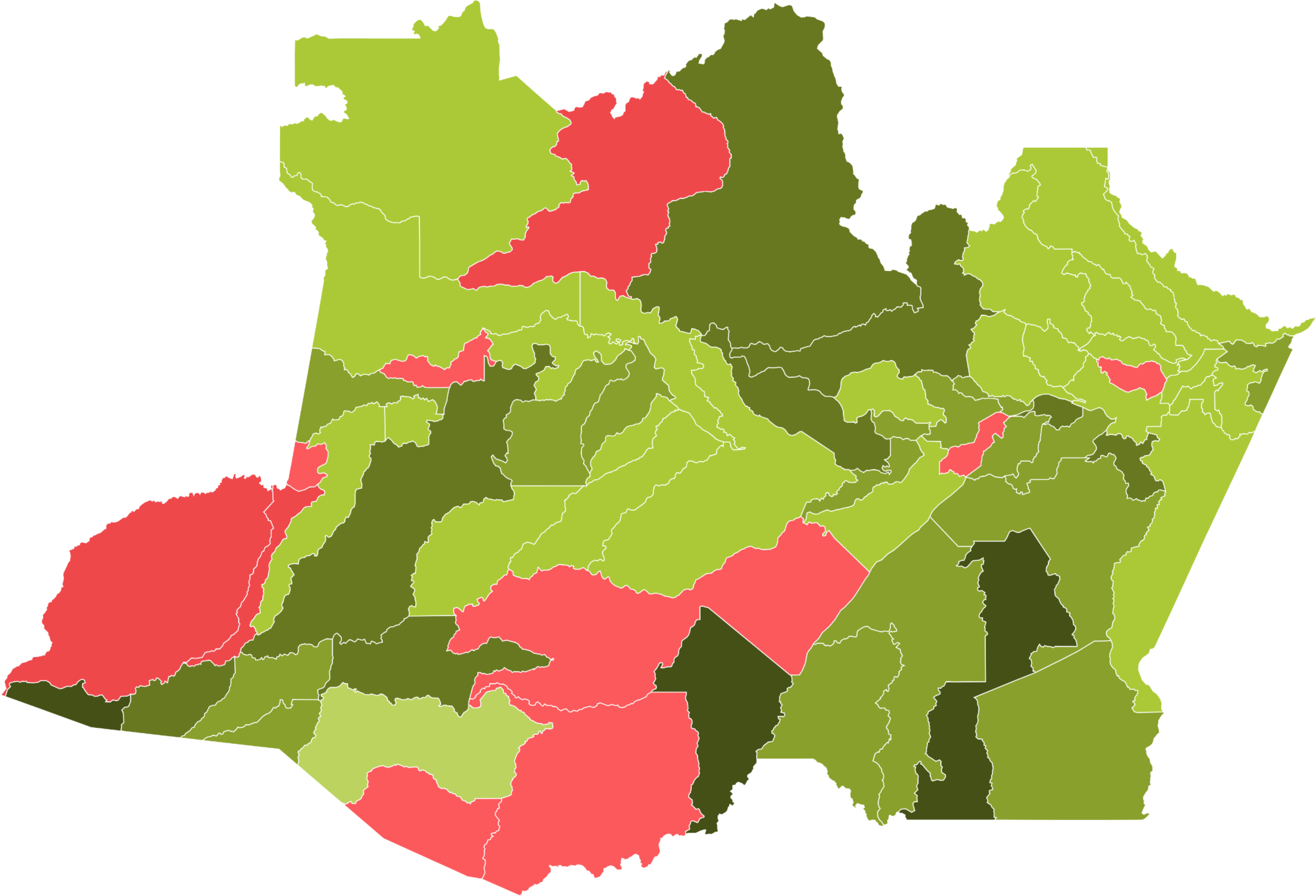

Candidato mais votado por município em turno único (62):
| Omar Aziz (52) 40% - 49% (1) 50% - 59% (24) 60% - 69% (16) 70% - 79% (8) 80% - 89% (3) | Francisco Praciano (10) 50% - 59% (7) 60% - 69% (3) |

## Deputados federais eleitos
São relacionados os candidatos eleitos com informações complementares da Câmara dos Deputados. Ressalte-se que os votos em branco eram considerados válidos para fins de cálculo do quociente eleitoral nas disputas proporcionais até 1997, quando essa anomalia foi banida de nossa legislação.

Representação eleita
  PSD: 2
  PSDB: 1
  PR: 1
  PMDB: 1
  PPS: 1
  DEM: 1
  PP: 1

| Número | Deputados federais eleitos | Partido | Votação | Percentual | Cidade onde nasceu | Unidade federativa  |
| 4545   | Arthur Bisneto             | PSDB    | 250.916 | 14,00%     | Brasília           | Distrito Federal    |
| 5555   | Silas Câmara               | PSD     | 166.281 | 9,28%      | Rio Branco         | Acre                |
| 2222   | Alfredo Nascimento         | PR      | 120.060 | 6,7%       | Martins            | Rio Grande do Norte |
| 1515   | Marcos Rotta               | PMDB    | 117.955 | 6,58%      | Cianorte           | Paraná              |
| 2323   | Hissa Abrahão              | PPS     | 113.646 | 6,34%      | Manaus             | Amazonas            |
| 2525   | Pauderney Avelino          | DEM     | 103.904 | 5,80%      | Eirunepé           | Amazonas            |
| 5525   | Átila Lins                 | PSD     | 89.453  | 4,99%      | Manaus             | Amazonas            |
| 1122   | Conceição Sampaio          | PP      | 71.878  | 4,01%      | Alenquer           | Pará                |

## Deputados estaduais eleitos
Estavam em jogo 24 cadeiras da Assembleia Legislativa do Amazonas.

Representação eleita
  PSD: 4
  PMDB: 2
  PP: 2
  PT: 2
  PTN: 2
  PSDB: 2
  DEM: 2
  PSB: 1
  PDT: 1
  PROS: 1
  PV: 1
  PCdoB: 1
  PRB: 1
  PPS: 1
  PR: 1

Fonteː
| Número | Deputados estaduais eleitos | Partido | Votação | Percentual | Cidade onde nasceu | Unidade federativa |
| 55555  | Josué Neto                  | PSD     | 60.645  | 3,38%      | Manaus             | Amazonas           |
| 55789  | Ricardo Nicolau             | PSD     | 38.425  | 2,14%      | Manaus             | Amazonas           |
| 40111  | Serafim Corrêa              | PSB     | 36.501  | 2,04%      | Manaus             | Amazonas           |
| 12222  | Dermilson Chagas            | PDT     | 29.324  | 1,64%      | Manaus             | Amazonas           |
| 15666  | Belarmino Lins              | PMDB    | 28.985  | 1,62%      | Fonte Boa          | Amazonas           |
| 15333  | Wanderley Dallas            | PMDB    | 28.297  | 1,58%      | Sobral             | Ceará              |
| 90123  | Sidney Leite                | PROS    | 28.063  | 1,57%      | Manaus             | Amazonas           |
| 11111  | Adjuto Afonso               | PP      | 27.816  | 1,55%      | Manaus             | Amazonas           |
| 13610  | José Ricardo                | PT      | 27.651  | 1,54%      | Montenegro         | Rio Grande do Sul  |
| 43190  | Platiny Soares              | PV      | 26.987  | 1,51%      | Manaus             | Amazonas           |
| 65123  | Alessandra Campelo          | PCdoB   | 25.361  | 1,42%      | Manaus             | Amazonas           |
| 13633  | Sinésio Campos              | PT      | 25.342  | 1,41%      | Santarém           | Pará               |
| 10123  | Pastor Carlos Alberto       | PRB     | 24.843  | 1,39%      | Rio de Janeiro     | Rio de Janeiro     |
| 55055  | David Almeida               | PSD     | 24.189  | 1,35%      | Manaus             | Amazonas           |
| 19000  | Abdala Fraxe                | PTN     | 23.626  | 1,32%      | Boa Vista          | Roraima            |
| 45123  | Bosco Saraiva               | PSDB    | 22.822  | 1,27%      | Manaus             | Amazonas           |
| 45145  | Bi Garcia                   | PSDB    | 22.782  | 1,27%      | Parintins          | Amazonas           |
| 11333  | Cabo Maciel                 | PP      | 20.908  | 1,17%      | Humaitá            | Amazonas           |
| 25123  | Dr. Vicente                 | DEM     | 20.748  | 1,16%      | Serrita            | Pernambuco         |
| 23333  | Luiz Castro                 | PPS     | 19.815  | 1,11%      | Santos             | São Paulo          |
| 22123  | Saba Reis                   | PR      | 17.870  | 1,00%      | Parintins          | Amazonas           |
| 55777  | Dr. Gomes                   | PSD     | 16.766  | 0,94%      | Cruzeiro do Sul    | Acre               |
| 25622  | Augusto Ferraz              | DEM     | 15.463  | 0,86%      | Tarauacá           | Acre               |
| 19799  | Orlando Cidade              | PTN     | 12.089  | 0,67%      | Manicoré           | Amazonas           |

## Pesquisas eleitorais

### Primeiro turno para governador
| Período         | Margem de erro | Instituto        | Candidato    | Candidato   | Candidato     | Candidato   | Candidato   | Candidato      | Candidato     | Candidato        | Candidato          |
| Período         | Margem de erro | Instituto        | Braga (PMDB) | Melo (PROS) | Marcelo (PSB) | Chico (PMN) | Abel (PSOL) | Herbert (PSTU) | Navarro (PCB) | Brancos ou Nulos | Nenhum ou Não sabe |
| --------------- | -------------- | ---------------- | ------------ | ----------- | ------------- | ----------- | ----------- | -------------- | ------------- | ---------------- | ------------------ |
| 08 a 10/08/2014 | ±3%            | Ibope            | 52%          | 24%         | 3%            | 3%          | 1%          | 2%             | 2%            | 7%               | 6%                 |
| 02 a 10/09/2014 | ±3%            | Acrítica Action  | 48%          | 35%         | 4%            | 2%          | 1%          | —              | 1%            | 3%               | 6%                 |
| 03 a 07/09/2014 | ±3%            | Instituto Diário | 46%          | 33%         | 6%            | 3%          | —           | —              | —             | 2%               | 6%                 |
| 08 a 11/09/2014 | ±3%            | Ibope            | 46%          | 31%         | 3%            | 3%          | 1%          | 2%             | 1%            | 4%               | 9%                 |
| 01 a 02/10/2014 | ±3%            | Ibope            | 46%          | 32%         | 6%            | 3%          | 1%          | 2%             | 1%            | 3%               | 11%                |